# Canon PowerShot A5
- PowerShot A5 Zoom
Le PowerShot A5 est le premier appareil photo numérique compact de la série A lancé par Canon en avril 1998. Il a été suivi en octobre 1998 par le PowerShot A5 Zoom équipé d'un zoom x2,5.

## Caractéristiques du A5
- Capteur CCD de 810000 pixels
- Objectif à focale fixe 5 mm  f/2,5 (35 mm en équivalent 35 mm)
- Écran LCD 2"

## Caractéristiques du A5 Zoom
- Capteur CCD de 810000 pixels
- Zoom optique x2,5 4-10 mm f/2,5-4,0 (28-70 mm en équivalent 35 mm)
- Écran LCD 2"
- Dimensions 103 x 68 x 37,3 mm ; poids 250 g